# Tadich Grill

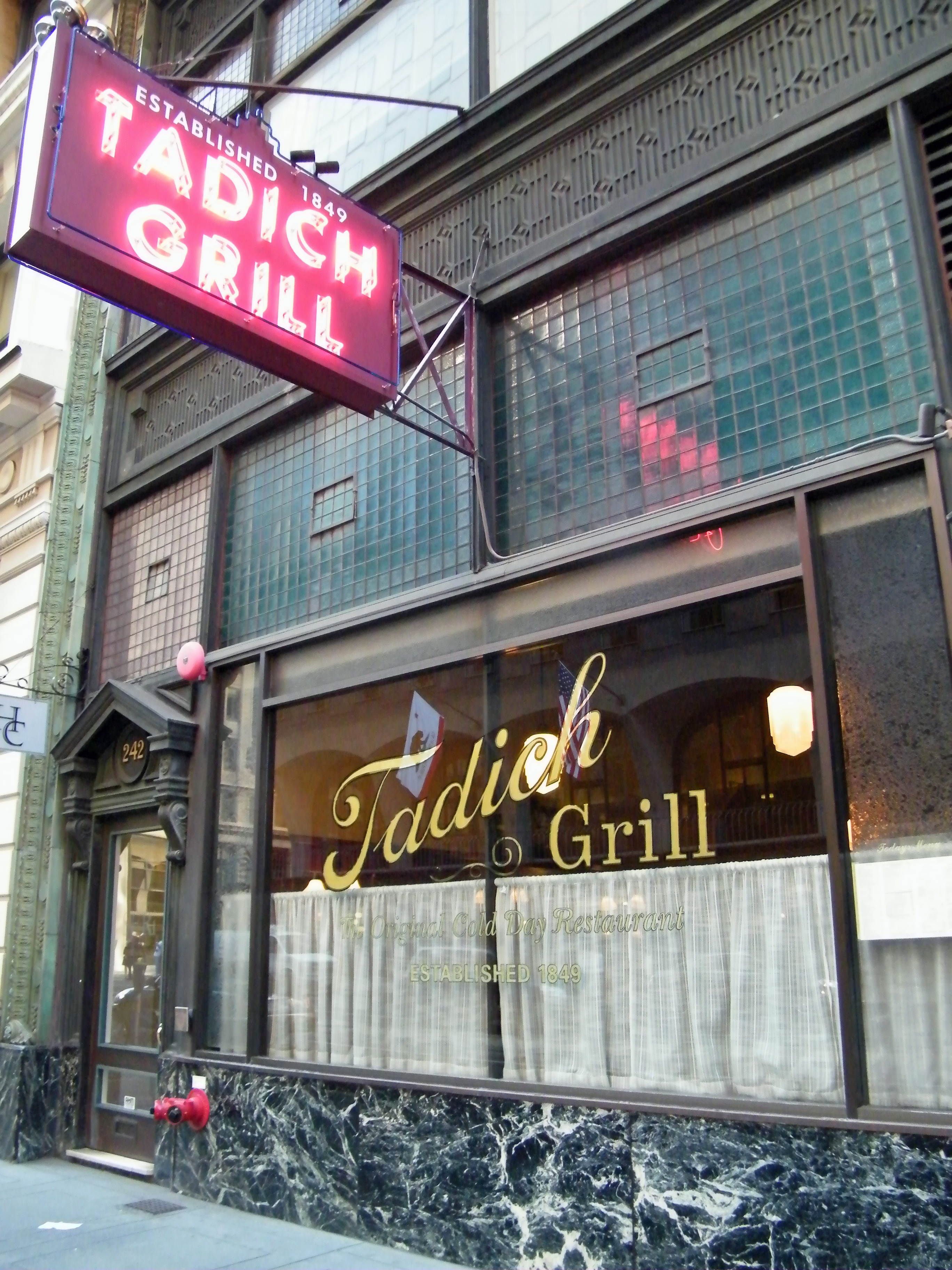
位於舊金山的Tadich Grill

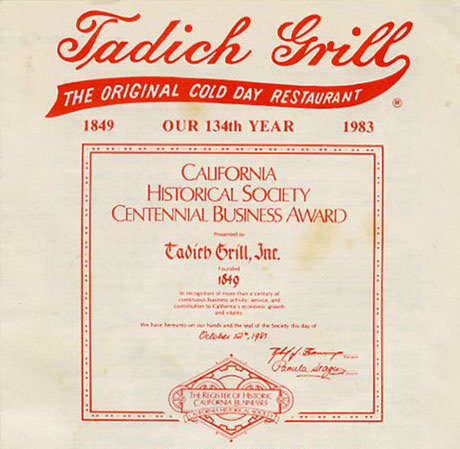
1983年舊金山Tadich Grill的菜單

Tadich Grill是一家海鮮餐廳，座落於美國加州舊金山的金融區附近。它是舊金山歷史最悠久的餐廳，成立於1849年，當時只是一個咖啡攤。Tadich Grill在1920年代時號稱是第一家仿效原始的克羅埃西亞人以豆科灌木木炭來燒烤海鮮的美式餐廳。

## 歷史
Tadich Grill最初在1849年成立於舊金山的企李街（Clay Street）。1887年來自斯塔里格勒（克羅埃西亞赫瓦爾島一城鎮）的約翰·塔迪奇（John Tadich）於1887年買下並以他的姓重新命名這家餐廳。1928年，布奇家族（Buich family）從塔迪奇手中買下這家餐廳，一直經營至今。由於富國銀行集團收購了企李街的地點進行重建，餐廳變移往了位於加利福尼亞街的現址。現在的空間是原本的三倍大，且布奇與承包商重現了曾於企李街店內的裝飾風藝術室內設計。複製了所有的模型與木製品，還有原本的吧台也被搬移到現在的位置。餐廳經過一個月的搬修後便重新開張。
1925年，路易斯·布奇（Louis Buich）建議廚師使用豆科灌木烤爐來烹調魚類。身為克羅埃西亞人的布奇相當熟悉這個當地獨有的技術。Tadich Grill這種燒烤方式逐漸受到大眾的喜愛，餐廳一天可以用掉4袋40磅的灌木木炭。截至2011年餐廳便只雇用7位廚師，但這項技術卻幾乎沒有改變過。

## 今日的Tadich Grill
現今的菜單標榜海鮮、濃湯和法國砂鍋等重點菜色。使用當地的食材，像是首長黃道蟹以及沙鮃。餐廳也提供每週日子菜單，這仍是多年來的慣例。每週日子菜單的內容包括週一的烤羊肉、週二的牛舌還有週四的培根高麗菜。另外牡蠣算是菜單上其中一樣主打菜，且菜單上大部分的菜色都是在餐廳親自料理。蝦是餐廳內唯一冷凍的魚肉，且Tadich Grill積極避免銷售過度捕撈或是限制販賣的魚肉，像是有名錘形石首魚。
服務生身穿白色夾克和黑色褲子，且餐廳並不提供預約。在一些忙碌的日子中，Tadich Grill的店員一天可以看到600至800位的客人在門口排隊等著用餐。平均而言，餐廳每日需提供700份餐點。

## 外部連結
- Tadich Grill官方網站（页面存档备份，存于）